# Belfu Benian
Belfu Benian (Estambul,  1 de febrero de 1990-) es una actriz turca, conocida por su papel en la teleserie Sen Anlat Karadeniz.

## Carrera
Luego de graduarse del Departamento de Teatro del Conservatorio Estatal de Bellas Artes Mimar Sinan en 2016, trabajó en obras de teatro en Ankara y Trebisonda. Su primera experiencia en televisión llegó al integrarse al reparto de la serie
Sen Anlat Karadeniz para interpretar a Mercan Dağdeviren, una joven que cae en una terrible depresión al enterarse de que el hombre que quiere se enamoró de otra.

## Vida personal
Mide 1.65 metros de altura, pesa 57 kilos, tiene ojos azules y cabello castaño.  Es de signo Virgo.

## Filmografía

### Televisión
| Año        | Programa            | Rol               | Canal   | Notas | Ref.  |
| ---------- | ------------------- | ----------------- | ------- | ----- | ----- |
| 2018- 2019 | Sen Anlat Karadeniz | Mercan Dağdeviren | ATV     |       | [ 4 ] |
| 2022       | Yolun Açık Olsun    | Duygu             | Netflix |       | [ 5 ] |